# Michael Jibson
Michael Jibson (Kingston upon Hull, 16 dicembre 1980) è un attore britannico.

## Biografia
Suo padre, Tim, è un regista televisivo. Ha un fratello, Paul, anch'egli attore. È sposato con l'attrice Caroline Sheen, da cui ha avuto una figlia, Flora, nata nel 2012. Nel 2018 ha vinto il Laurence Olivier Award al miglior attore non protagonista in un musical per Hamilton.

## Filmografia

### Attore

#### Cinema
- Giovani aquile (Flyboys), regia di Tony Bill (2006)
- Lezione ventuno, regia di Alessandro Baricco (2008)
- Freakdog (Red Mist), regia di Paddy Breathnach (2008)
- La rapina perfetta (The Bank Job), regia di Roger Donaldson (2008)
- Devil's Bridge, regia di Chris Crow (2010)
- L'ordine naturale dei sogni (Cemetery Junction), regia di Ricky Gervais e Stephen Merchant (2010)
- Panic Button, regia di Chris Crow (2011)
- Les Misérables, regia di Tom Hooper (2012)
- A Viking Saga: The Darkest Day (2013)
- Hammer of the Gods, regia di Farren Blackburn (2013)
- Medicus (Der Medicus), regia di Philipp Stölzl (2013)
- Il quinto potere (The Fifth Estate), regia di Bill Condon (2013)
- Good People, regia di Henrik Ruben Genz (2014)
- Posh (The Riot Club), regia di Lone Scherfig (2014)
- The Lighthouse, regia di Chris Crow (2016)
- La bella e la bestia (Beauty and the Beast), regia di Bill Condon (2017)
- Star Wars: Gli ultimi Jedi (Star Wars: The Last Jedi), regia di Rian Johnson (2017)
- Hunter Killer - Caccia negli abissi (Hunter Killer), regia di Donovan Marsh (2018)
- 1917, regia di Sam Mendes (2019)
- Ultima notte a Soho (Last Night in Soho), regia di Edgar Wright (2021)

#### Televisione
- Station Jim - film TV (2001)
- Casualty - serie TV, 1 episodio (2005)
- Hatfields & McCoys - serie TV, 2 episodi (2012)
- Padre Brown (Father Brown) - serie TV, 1 episodio (2013)
- Burton and Taylor - film TV (2013)
- The Thirteenth Tale - film TV (2013)
- That Day We Sang - film TV (2014)
- Galavant - serie TV, 1 episodio (2015)
- Quiz - miniserie TV (2020)
- A Discovery of Witches - Il manoscritto delle streghe (A Discovery of Witches) – serie TV, episodio 2x07 (2021)
- Four Lives - miniserie TV, 3 puntate (2022)
- Il serpente dell'Essex (The Essex Serpent), regia di Clio Barnard – miniserie TV (2022)

### Doppiatore
- Apache: Air Assault - videogioco (2010)
- Battlefield 1 - Videogioco (2016) [1]

## Teatro
- Our House (2004)
- Hamilton (2018)

## Doppiatori italiani
Nelle versioni in italiano dei suoi lavori, Michael Jibson è stato doppiato da:
- Gianluca Crisafi in Giovani aquile
- Fabrizio Manfredi in La rapina perfetta
- Alessandro Quarta in Les Misérables
- Nanni Baldini in Bodies